# Alestorm
Alestorm ist eine schottische Folk-Metal-Band aus Perth. Sie selbst bezeichnet ihren Stil als „True Scottish Pirate Metal“.

## Bandgeschichte

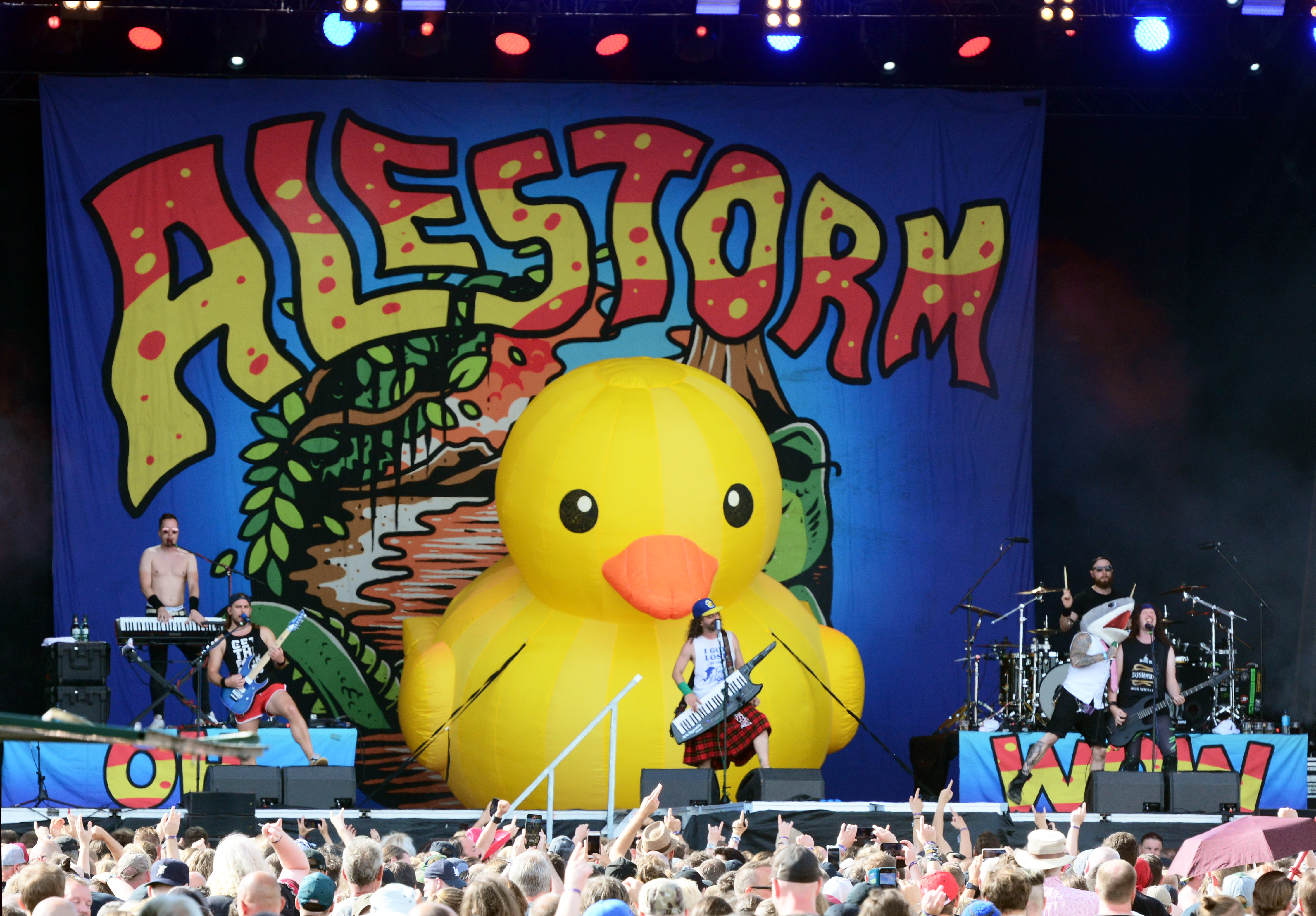
Alestorm auf dem Elbriot (2022)

Die Band wurde 2004 unter dem Namen „Battleheart“ gegründet. Zunächst veröffentlichte sie 2006 die zwei EPs Battleheart und Terror on the High Seas, die beide auf der damaligen Bandhomepage zum kostenlosen Download angeboten wurden. Battleheart enthielt mit dem Lied Journey Man auch eine Korpiklaani-Coverversion. Das Debütalbum Captain Morgan’s Revenge wurde im Sommer 2007 im LSD Studio mit Lasse Lammert aufgenommen. Nach der Umbenennung in Alestorm erfolgte am 25. Januar 2008 die Veröffentlichung über Napalm Records. Auf dem Album wurde auch das Volkslied Flower of Scotland (im Original von The Corries) gecovert. Die Band war im Frühjahr 2008 mit Turisas und Norther auf Tour. Im April 2008 wurde das Stück Heavy Metal Pirates in einigen Online-Musik-Shops veröffentlicht. Im Juni trennte sich Schlagzeuger Ian Wilson von der Band, da ihm die Belastung durch Tourneen zu groß wurde. Anschließend wurde Alex Tabisz als sein Nachfolger bekanntgegeben.
Im August 2008 kehrte Ian Wilson in die Band zurück. Gitarrist Gavin Harper verließ die Band jedoch im September, um sich anderen Projekten zu widmen, als Ersatz fand die Band Tim Shaw, der vorher in der Death-Metal-Band Premithon gespielt hatte und Kopf der Black-Metal-Band Fyrdsman ist. Ende des Jahres brachte die Band die EP Leviathan heraus, auf der auch das Lied Heavy Metal Pirates wieder zu finden ist. Bald darauf verließ Tim die Band jedoch wieder. Für Tim an der Gitarre sprang Bassist Dani ein. Am Bass war Gareth (Gazz) Murdock aus Nordirland. In dieser Besetzung spielte die Band auf ihrer Tour mit Grave Digger. Anfang Mai brachten Alestorm ihr zweites Album Black Sails at Midnight heraus, welches wie Captain Morgans Revenge im LSD Studio aufgenommen wurde. Produzent Lasse Lammert spielte alle Gitarren auf Black Sails at Midnight, da die Aufnahmen zwar nach Tim's Weggang, aber noch vor Dani's Wechsel zur Gitarre stattfanden.
Am 15. Januar 2009 ging die Band zusammen mit Grave Digger auf Europatournee. Im April tourten sie zusammen mit Týr, Heidevolk und Adorned Brood als Headliner auf der Black Sails over Europe-Tour durch Europa. Im Sommer 2009 erschien das Musikvideo zu Keelhauled.
Ab September ging die Band mit Korpiklaani, der Gruppe Die Apokalyptischen Reiter, Ex Deo, Unleashed und Swashbuckle auf die Paganfest-Tour 2009, der gegen Ende des Jahres die amerikanische Heathenfest-Tour folgte.
Im März 2010 verließ Ian Wilson erneut die Band. Peter Alcorn übernahm seinen Platz an den Drums mit Beginn der „Paganfest 2010“-Tour, bei der Alestorm zu einigen Terminen als Special Guests auftraten.
Ab September bis November 2010 ging Alestorm mit auf die Tournee von Sabatons „World War Tour 2010“.
Am 3. Juni 2011 erschien Alestorms drittes Studioalbum „Back Through Time“. Seit Oktober 2011 steht Elliot Vernon von der Band Windrider bei Liveauftritten bei Alestorm am Keyboard.
2013 spielten sie auf dem Wacken Open Air, dem Rockharz Open Air und dem Summer Breeze. Am 25. November 2013 kam das erste Livealbum Live at the End of the World auf den Markt. Im August 2014 veröffentlichte die Band ihr viertes Album, Sunset on the Golden Age.
Am 29. Juli 2015 wurde ein Musikvideo zu dem Song Magnetic North veröffentlicht, das eine Parodie auf das Video zu „Telephone“ von Lady Gaga darstellt.
Am 26. Mai 2017 erschien das fünfte Studioalbum No Grave but the Sea, welches ihr bis dato erfolgreichstes Album ist. Es erreichte Platz 14 der deutschen Charts, obwohl die Kritiken durchschnittlich bis negativ waren. Metal Hammer bewertete das Album mit 4/7 Punkten, Laut.de gab lediglich 1/5 Sternen.
Im Januar 2020 kündigte die Band ihr sechstes Album an. Es erschien im Sommer 2020 und trägt den Namen Curse of the Crystal Coconut. Am 24. Juni 2022 folgte das siebte Album Seventh Rum of a Seventh Rum.

## Stil
Die Texte beschäftigen sich zum großen Teil mit Piraten. Die Musik stellt eine Mischung aus Power Metal mit Folk-Metal-typischen Keyboardmelodien und hymnischem Viking Metal dar, obwohl die Texte der Band mit Wikingern wenig bis gar nichts zu tun haben. Stücke wie Terror on the High Seas haben deutlichen Thrash-Metal-Einfluss. Als besondere Vorbilder gelten Turisas, Korpiklaani, Primordial, Blind Guardian sowie Manowar. Die Band betont häufig, dass Running Wild nicht als Vorbild gilt.
Die Albumcover und Artworks der Band wurden bis einschließlich Sunset on the Golden Age (2014) von Ingo Römling gezeichnet. Dieser entwarf auch die Zombieratte Scurvy Steve, die zeitweise eine Art Bandmaskottchen war. Ab No Grave but the Sea übernahm Dan Goldsworthy die Covergestaltung. Dieser hatte sich zuvor schon als Coverdesigner für Bowes Nebenprojekt Gloryhammer bewährt.

## Galerie

Alestorm, Line-Up beim Rockharz 2018
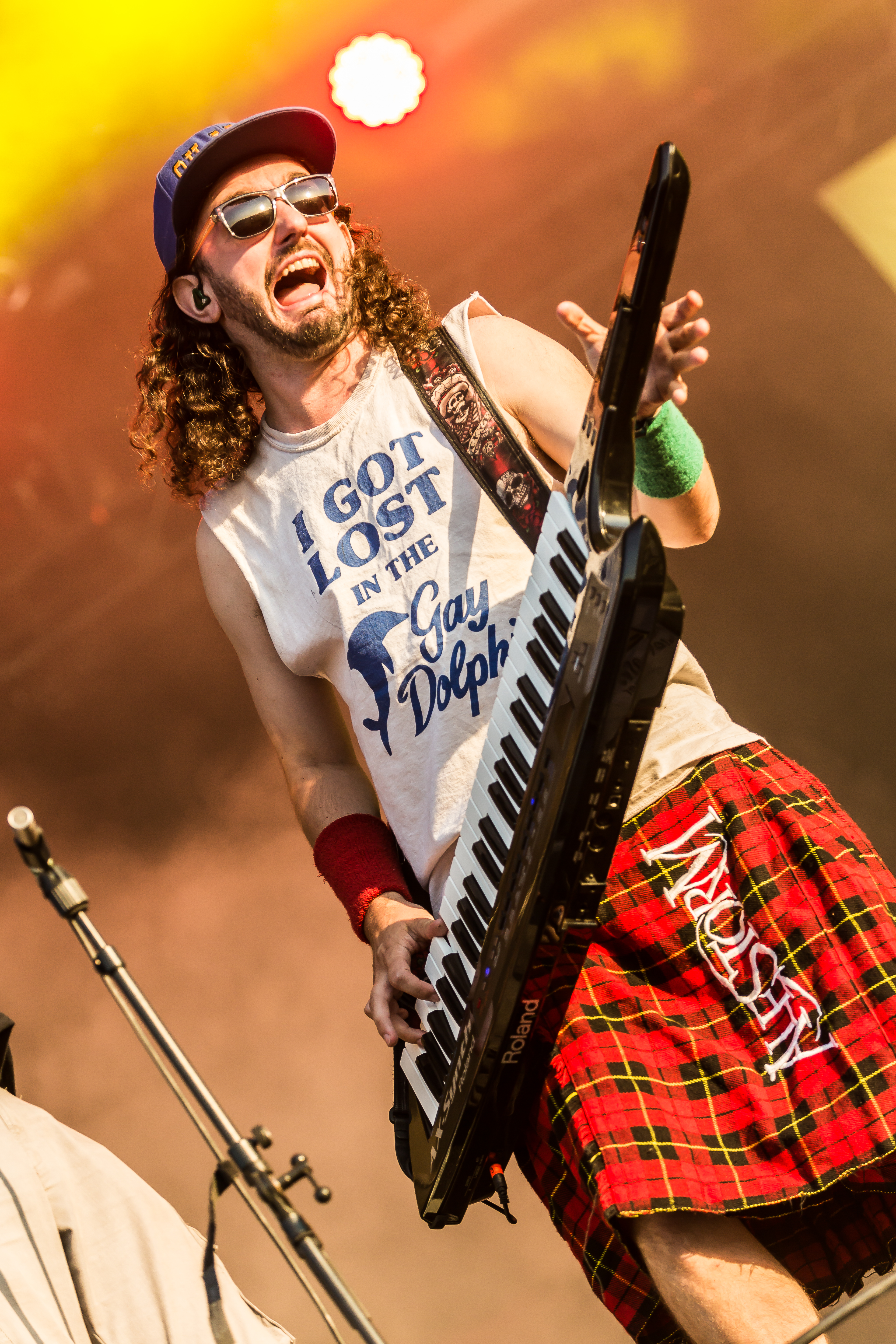
Sänger Christopher Bowes
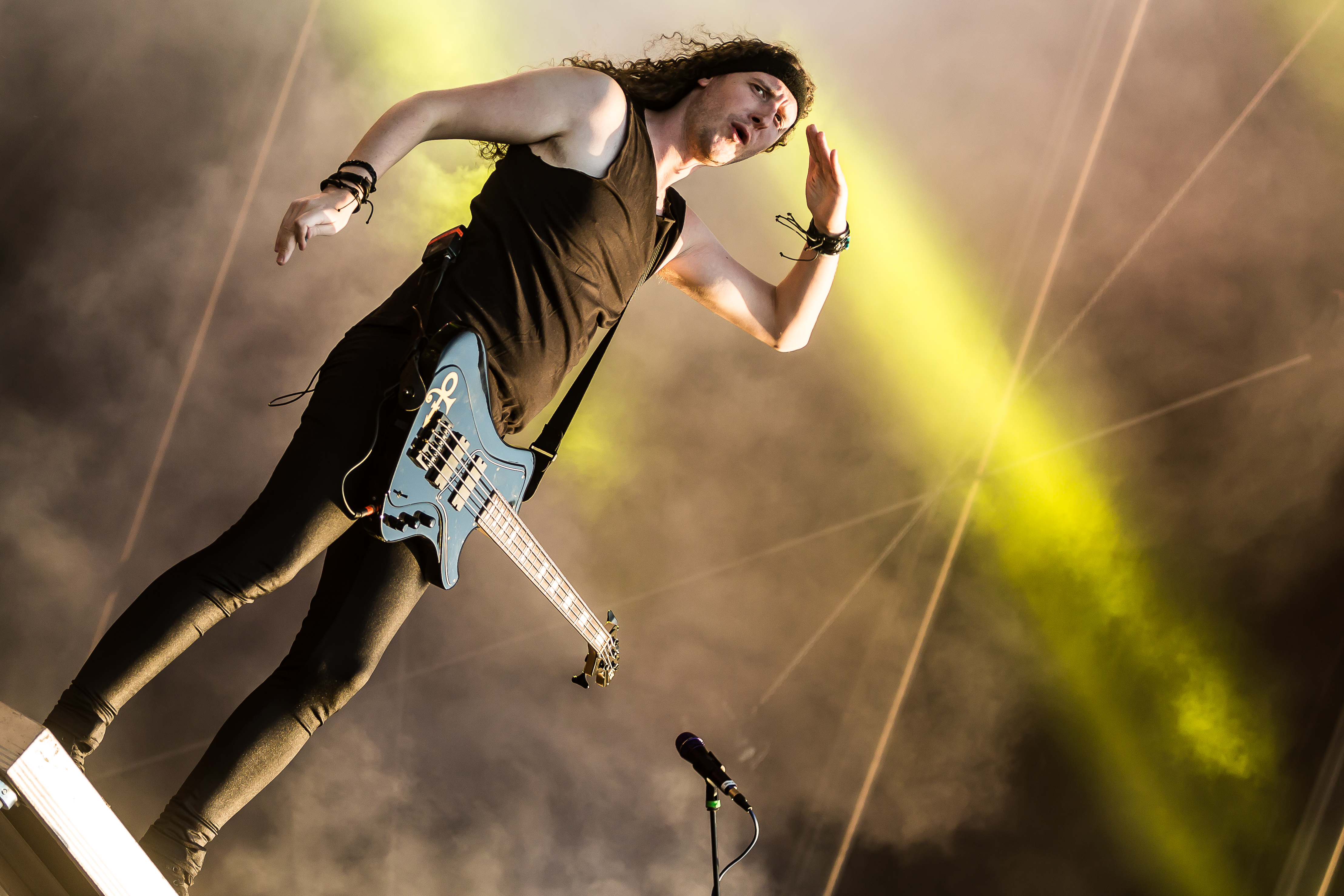
Bassist Gareth Murdock
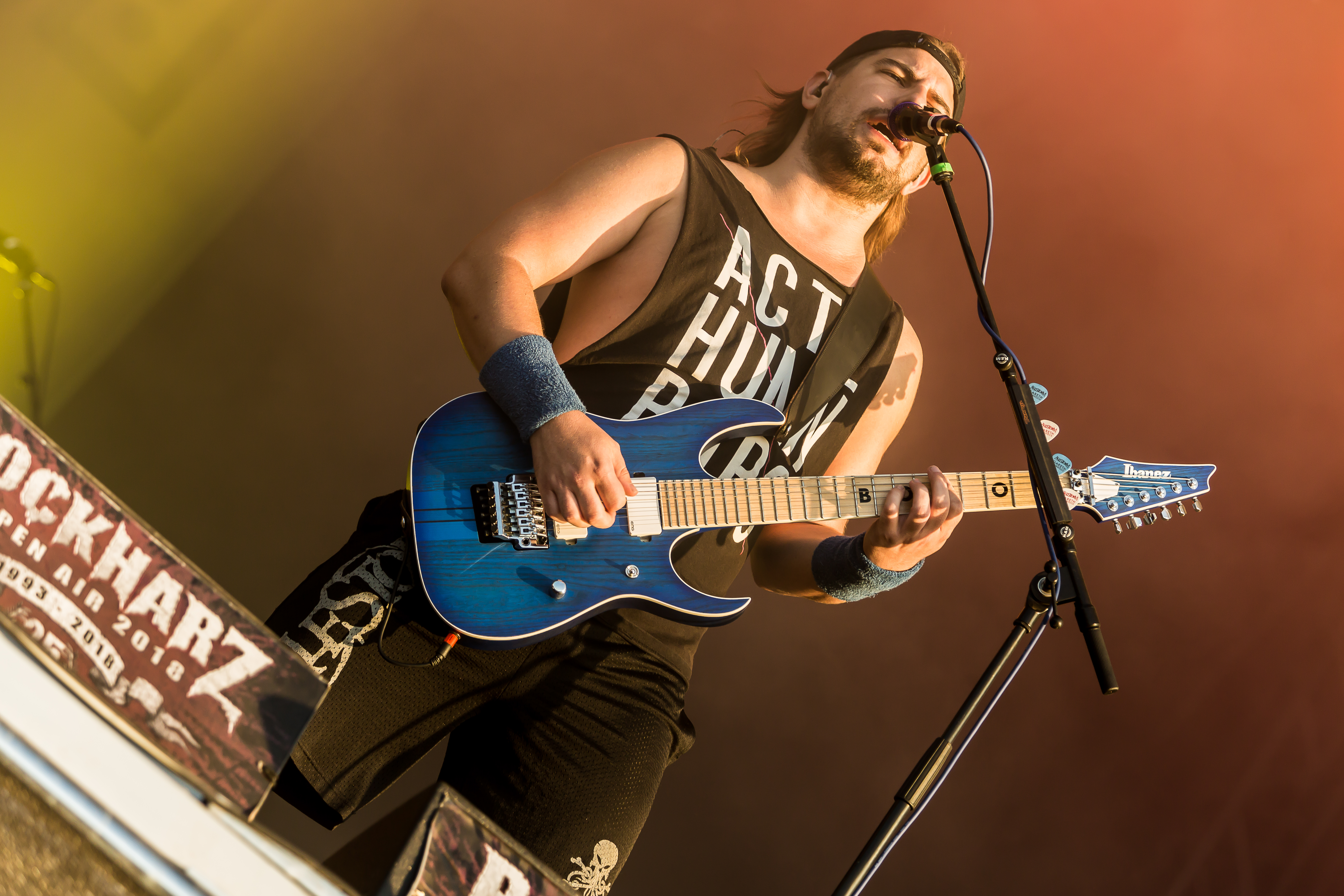
Gitarrist Máté Bodor
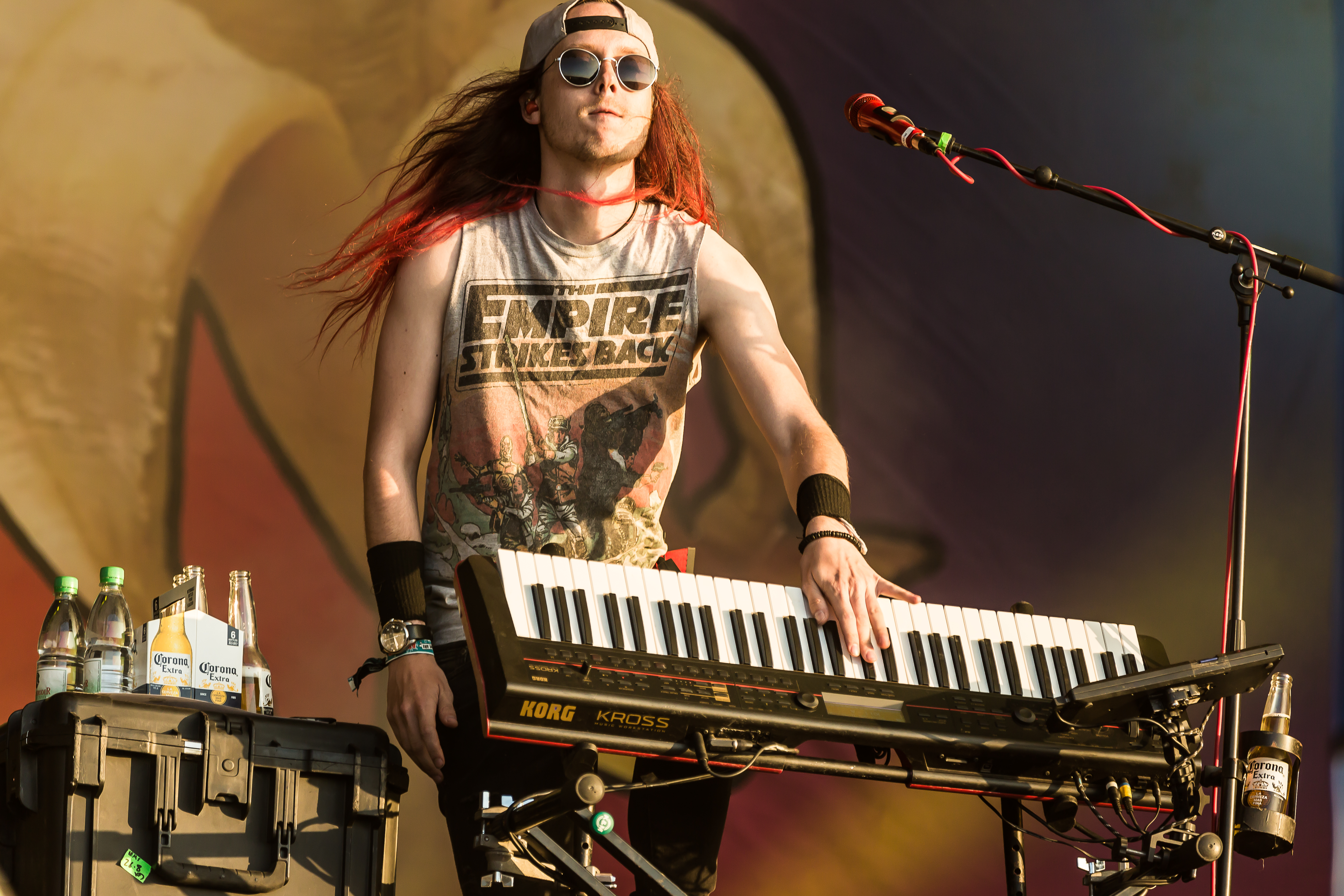
Keyboarder Elliot Vernon

## Diskografie

### Studioalben
| Jahr | Titel Musiklabel                            | Höchstplatzierung, Gesamtwochen, AuszeichnungChartplatzierungen (Jahr, Titel, Musiklabel, Platzierungen, Wochen, Auszeichnungen, Anmerkungen) | Höchstplatzierung, Gesamtwochen, AuszeichnungChartplatzierungen (Jahr, Titel, Musiklabel, Platzierungen, Wochen, Auszeichnungen, Anmerkungen) | Höchstplatzierung, Gesamtwochen, AuszeichnungChartplatzierungen (Jahr, Titel, Musiklabel, Platzierungen, Wochen, Auszeichnungen, Anmerkungen) | Höchstplatzierung, Gesamtwochen, AuszeichnungChartplatzierungen (Jahr, Titel, Musiklabel, Platzierungen, Wochen, Auszeichnungen, Anmerkungen) | Anmerkungen                           |
| Jahr | Titel Musiklabel                            | DE | AT | CH | UK | Anmerkungen                           |
| ---- | ------------------------------------------- | --- | --- | --- | --- | ------------------------------------- |
| 2008 | Captain Morgan’s Revenge Napalm Records     | — | — | — | — | Erstveröffentlichung: 25. Januar 2008 |
| 2009 | Black Sails at Midnight Napalm Records      | DE60 (1 Wo.)DE | — | — | — | Erstveröffentlichung: 27. Mai 2009    |
| 2011 | Back Through Time Napalm Records            | DE42 (1 Wo.)DE | — | — | — | Erstveröffentlichung: 3. Juni 2011    |
| 2014 | Sunset on the Golden Age Napalm Records     | DE26 (3 Wo.)DE | AT39 (1 Wo.)AT | CH58 (1 Wo.)CH | UK68 (1 Wo.)UK | Erstveröffentlichung: 1. August 2014  |
| 2017 | No Grave but the Sea Napalm Records         | DE14 (4 Wo.)DE | AT15 (1 Wo.)AT | CH17 (2 Wo.)CH | UK50 (1 Wo.)UK | Erstveröffentlichung: 26. Mai 2017    |
| 2020 | Curse of the Crystal Coconut Napalm Records | DE12 (2 Wo.)DE | AT15 (1 Wo.)AT | CH9 (2 Wo.)CH | UK68 (1 Wo.)UK | Erstveröffentlichung: 29. Mai 2020    |
| 2022 | Seventh Rum of a Seventh Rum Napalm Records | DE7 (2 Wo.)DE | AT48 (1 Wo.)AT | CH16 (1 Wo.)CH | — | Erstveröffentlichung: 24. Juni 2022   |
| 2025 | The Thunderfist Chronicles Napalm Records   | DE15 (1 Wo.)DE | AT13 (1 Wo.)AT | CH70 (1 Wo.)CH | — | Erstveröffentlichung: 20. Juni 2025   |

### Livealben
| Jahr | Titel Musiklabel               | Höchstplatzierung, Gesamtwochen, AuszeichnungChartplatzierungen (Jahr, Titel, Musiklabel, Platzierungen, Wochen, Auszeichnungen, Anmerkungen) | Höchstplatzierung, Gesamtwochen, AuszeichnungChartplatzierungen (Jahr, Titel, Musiklabel, Platzierungen, Wochen, Auszeichnungen, Anmerkungen) | Anmerkungen                        |
| Jahr | Titel Musiklabel               | DE | CH | Anmerkungen                        |
| ---- | ------------------------------ | --- | --- | ---------------------------------- |
| 2021 | Live in Tilburg Napalm Records | DE40 (1 Wo.)DE | CH89 (1 Wo.)CH | Erstveröffentlichung: 28. Mai 2021 |

Weitere Livealben
- 2013: Live at the End of the World

### EPs
| Jahr | Titel Musiklabel                           | Höchstplatzierung, Gesamtwochen, AuszeichnungChartsChartplatzierungen (Jahr, Titel, Musiklabel, Platzierungen, Wochen, Auszeichnungen, Anmerkungen) | Anmerkungen                         |
| Jahr | Titel Musiklabel                           | AT | Anmerkungen                         |
| ---- | ------------------------------------------ | --- | ----------------------------------- |
| 2024 | Voyage of the Dead Marauder Napalm Records | AT28 (1 Wo.)AT | Erstveröffentlichung: 22. März 2024 |

Weitere EPs
- 2008: Leviathan
- 2020: Big Ship Little Ship / Bassline Junkie

### Demos (als „Battleheart“)
- 2006: Battleheart
- 2006: Terror on the High Seas

### Musikvideos
- 2009: Keelhauled
- 2011: Shipwrecked
- 2012: Death Throes of the Terrorsquid
- 2014: Drink
- 2015: Magnetic North
- 2017: Alestorm
- 2017: Mexico
- 2017: Fucked with an Anchor
- 2017: Captain Morgan's Revenge
- 2019: Pirate Pizza Party
- 2020: Treasure Chest Party Quest
- 2020: Tortuga (feat. Captain Yarrface (Rumahoy))
- 2020: Fannybaws
- 2020: Pirate Metal Drinking Crew
- 2020: Shit Boat (No Fans)
- 2020: Big Ship Little Ship
- 2022: P.A.R.T.Y.

## Auszeichnungen für Musikverkäufe
| Goldene Schallplatte - Ungarn - 2024: für das Album Seventh Rum of a Seventh Rum |

| Land/RegionAuszeichnungen für Musikverkäufe (Land/Region, Auszeichnungen, Verkäufe, Quellen) | Gold  | Platin | Verkäufe | Quellen         |
| -------------------------------------------------------------------------------------------- | ----- | ------ | -------- | --------------- |
| Ungarn (MAHASZ)                                                                              | Gold1 | —      | 2.000    | slagerlistak.hu |
| Insgesamt                                                                                    | Gold1 | —      |          |                 |

## Sonstiges
Der Stil von Alestorm wurde 2023 in dem Lied Sober der italienischen Fun-Metal-Band Nanowar of Steel parodiert.
Im Laufe der Zeit haben sich Gummienten zu einer Art Markenzeichen der Band entwickelt.  Seit Anfang der 2020er Jahre steht bei nahezu jedem Konzert eine gigantische aufblasbare Ente auf der Bühne. Zuvor hatte die Band kleinere Aufblasenten, die während des Konzertes ins Publikum geworfen wurden. Eine Zeit lang war es eine Art Ritual, dass die Gummiente von den Fans regelmäßig durch Platzen "getötet" wurde. Nachdem sich kein Hersteller für diese mittelgroßen Enten mehr fand stiegen Alestorm auf große Enten auf der Bühne um.

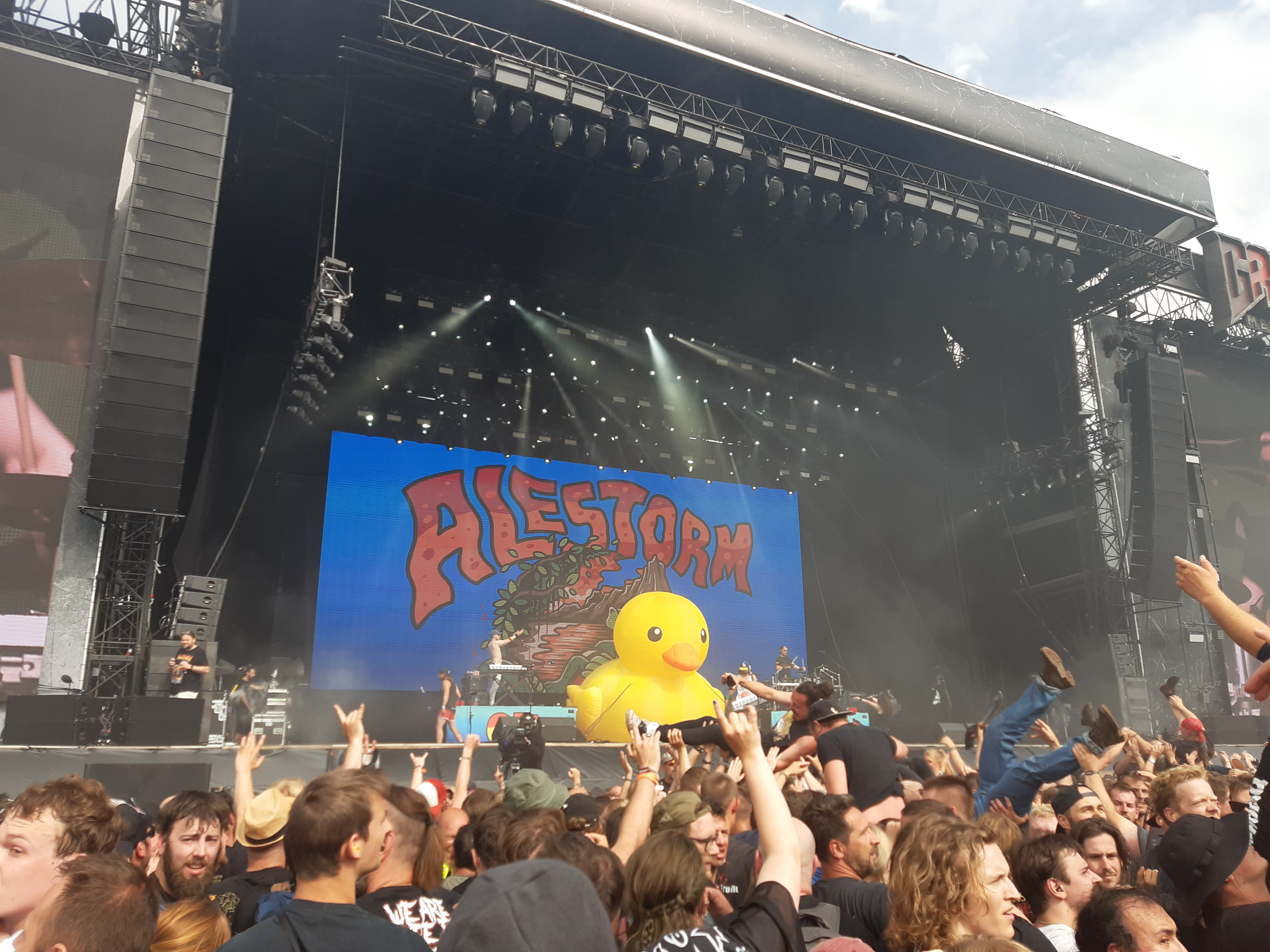
Alestorm mit Ente auf der Bühne, Graspop 2022